# Fort bij Hinderdam

"'t Fort by den Hinderdam", 1675, rechtsboven

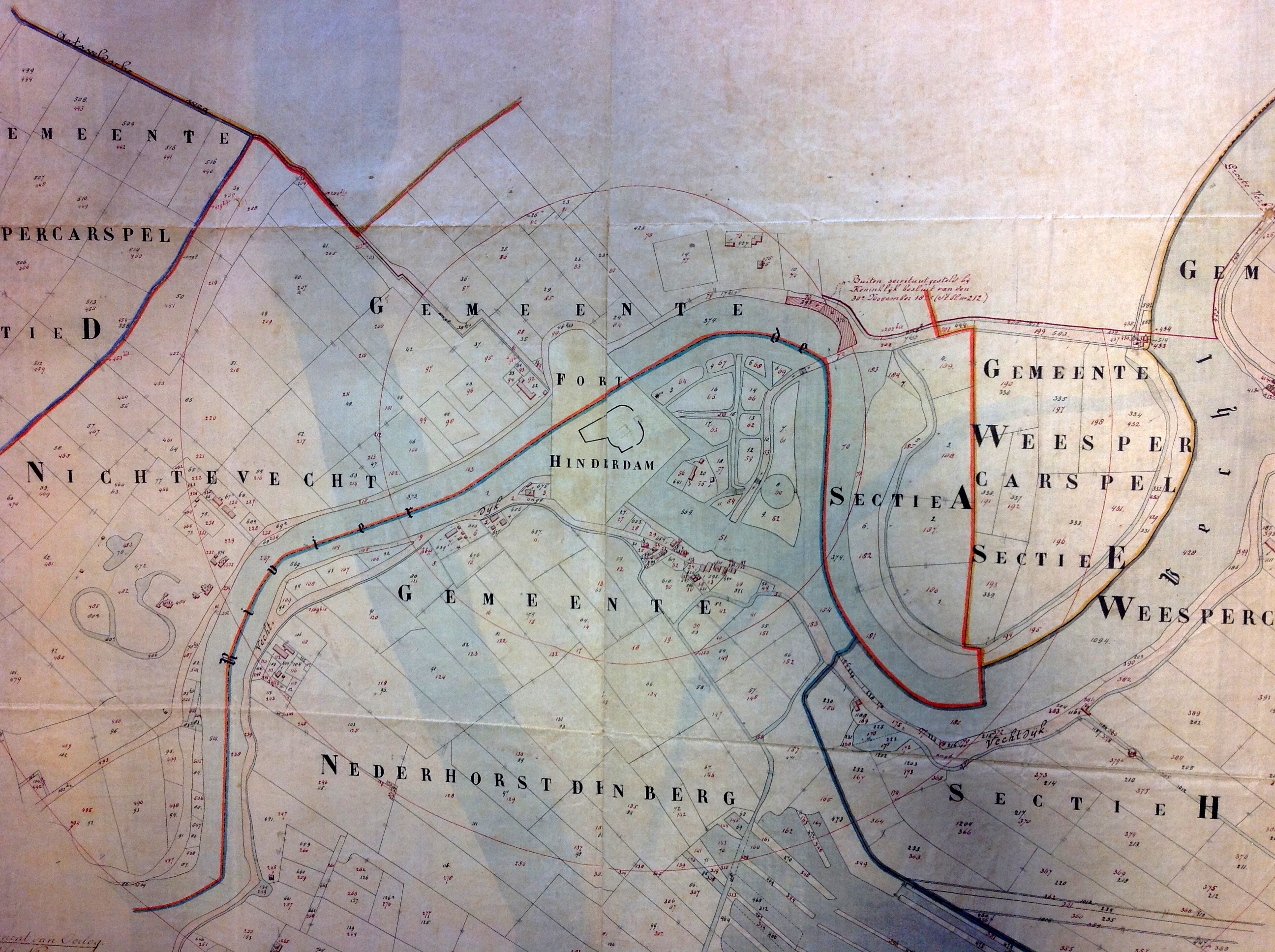
Verboden kringen rond het fort

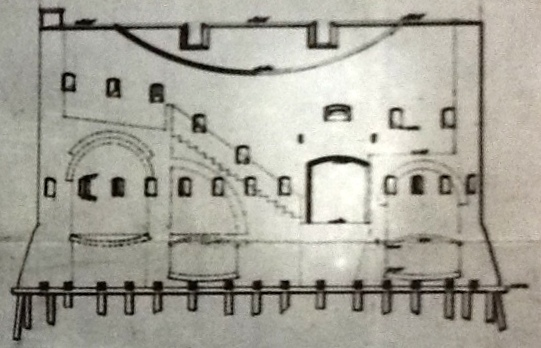
Tekening (detail) van Wachthuis te bouwen in het Fort Hinderdam (1848)

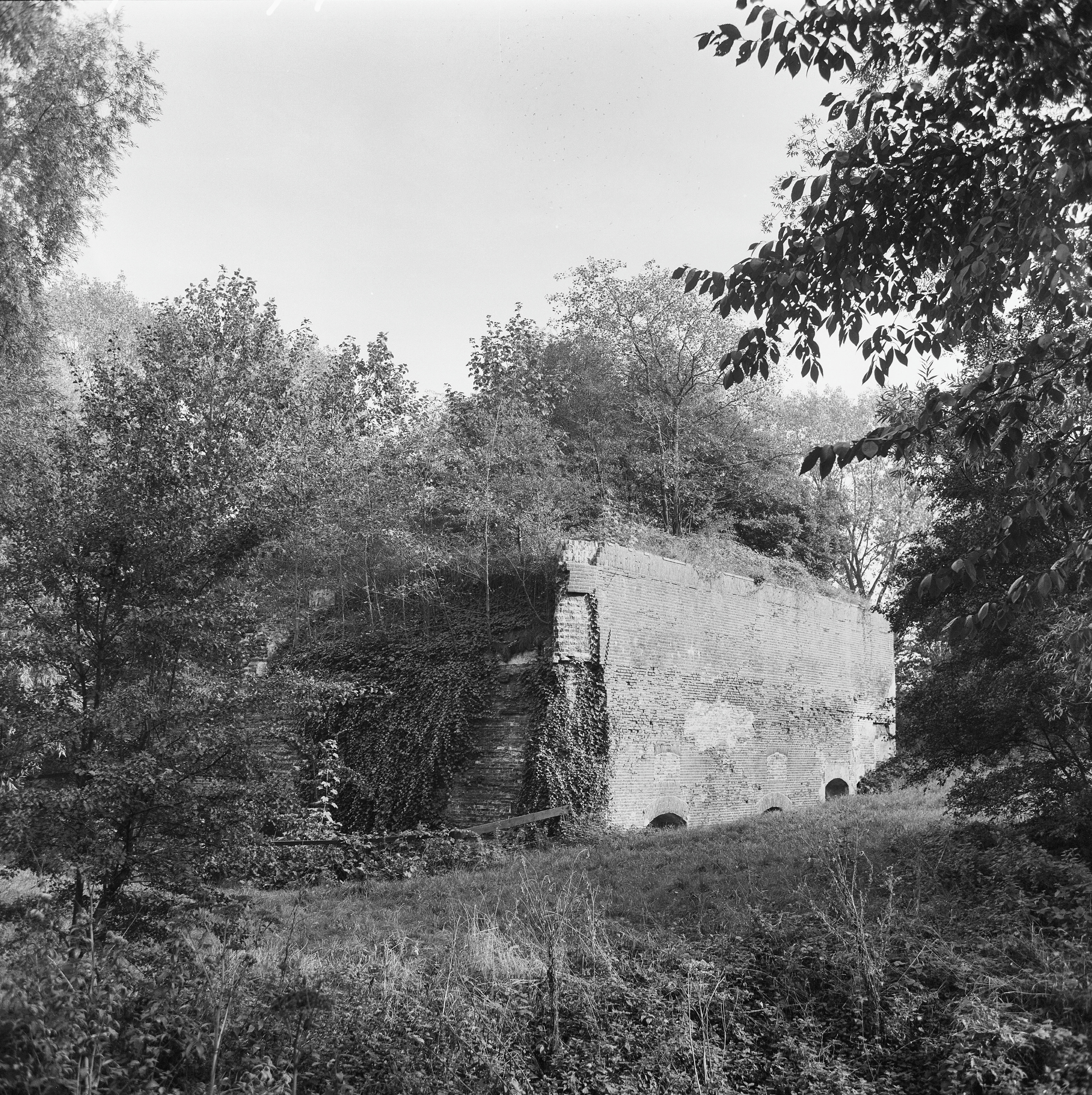
Wachthuis, de vlakke muur is gericht op de Vecht stroomopwaarts.

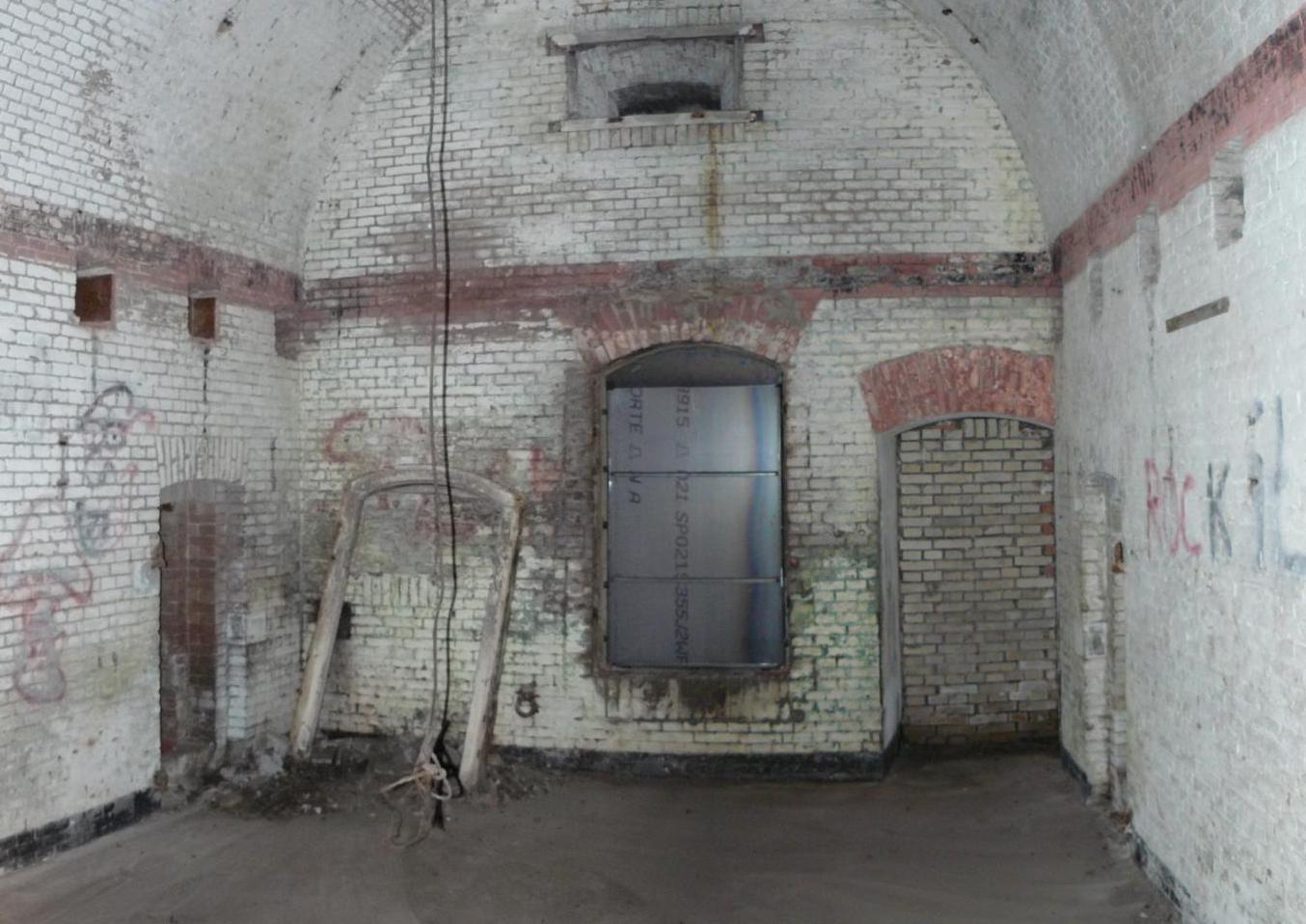
Middelste legeringslokaal in het wachthuis. De houten tussenvloer is weg, maar in de muren zijn de nissen voor de balken nog te zien. Door de openingen had men zicht op de Vecht stroomopwaarts

Het Fort bij Hinderdam is een fort van de Stelling van Amsterdam. Het is gelegen op de grens van Utrecht en Noord-Holland, in de Noord-Hollandse gemeente Wijdemeren, op een eilandje midden in de Vecht. Ten noorden ligt Weesp. Ten noordoosten, aan de Vecht ligt het Fort bij Uitermeer.

## Geschiedenis
Voor de aanleg van de sluizen stond de Vecht in open verbinding met de Zuiderzee. Het waterniveau in de rivier fluctueerde met het tij en bij stormen was er overstromingsgevaar dat tot in de stad Utrecht schade kon aanrichten. Om dit te voorkomen werd in 1288 tussen Breukelen en Maarssen een dam met sluis aangelegd, de Otterspoordam. Deze dam lag op het noordelijke eindpunt van de Utrechtse overzeese handel en scheepvaart. In 1437 gaf de bisschop van Utrecht opdracht een nieuwe dam meer naar het noorden, maar net ten zuiden van de grens met Holland, aan te leggen. De naam Hinderdam was het gevolg van de last die dit opleverde voor de scheepvaart.
In een bocht van de Vecht werden zeesluizen, een keer- en uitwateringssluis en een dam gebouwd. In eerste instantie lagen hierbij geen verdedigingswerken, maar in 1629 bouwde men ter plaatse een aarden schans. In dat jaar trokken Habsburgse en Spaanse troepen vanuit het oosten het land binnen. Amersfoort werd bezet en de vijand dreigde verder naar het westen door te stoten. Ter verdediging werd met grote spoed een waterlinie op Hollands en Utrechts gebied aangelegd, deze strekte langs de Vecht en de Vaartsche Rijn van Muiden tot Vreeswijk. Het Staatse leger zette het laaggelegen land onder water door - onder andere - de sluis bij Hinderdam open te zetten. Bij de dam werd een eenvoudige versterking aangebracht ter verdediging van de sluis en ter beveiliging van de hogergelegen toegangswegen. De Utrechtse Waterlinie is later opgegaan in de Oude Hollandse Waterlinie.
In 1672 werd de aarden schans nog versterkt, maar in 1673 ging men al over tot de bouw van een gebastioneerd fort. Na een eeuw vergeefse onderhandelingen tussen Holland en Utrecht werden in 1674 bij Muiden nieuwe zeesluizen gebouwd en vervolgens werd de sluis bij Hinderdam gesloopt. Utrecht was bezet door het Franse leger en Holland benutte de kans. In datzelfde jaar kwam Utrecht weer bij de Unie, maar alleen onder de voorwaarde dat de sluis bij Hinderdam niet herbouwd mocht worden en Holland kreeg het recht van militaire inundatie over het Utrechts gebied.

## Doel en latere aanpassingen
Het fort bleef behouden en had als doel het verkeer op de Vecht en op de Vechtdijken te controleren. Tevens kon het de buurforten, zoals Fort Uitermeer verder stroomafwaarts en Fort Kijkuit, met het geschut ondersteunen.

### Nieuwe Hollandse Waterlinie
In de 18de eeuw behield het fort grotendeels zijn 17de-eeuwse vorm en in 1815 werd het opgenomen in de Nieuwe Hollandse Waterlinie. Bij het fort op eiland in de Vecht behoorden nog een klein eilandje (lunette) aan de Nigtevechtse kant van de Vecht en een binnendijkse lunette aan de Nederhorst den Bergse (nu Wijdemeren) kant van de Vecht.
In 1848 kwam een verdedigbaar wachthuis op het hoofdeiland gereed. Het wachthuis bestond uit een hoofdgebouw met drie grote gemetselde gewelven voor de manschappen en (onder)officieren en twee vleugels. In de oostvleugel was de keuken ondergebracht en in de westvleugel de privaten en was er ook een kleine opslagruimte. De manschappenkamers waren hoog en er was voldoende ruimte voor een tussenvloer. In het hele gebouw zaten rondom schietgaten voor geschut en handvuurwapenen om de vijand op afstand te houden. Rond het wachtgebouw lag een smalle natte gracht en een ophaalbrug maakte de oversteek mogelijk. Aan de noordkant van het gebouw was een trap naar het dak van de keuken en daar was een tweede trap naar het dak. Het dak was omgeven met een borstwering waarachter geschut in stelling kon worden gebracht.
Dit werd in 1879-1880 sterk gewijzigd, evenals het aardwerk. Na de ontwikkeling van nieuwe geschut met getrokken loop was het gebouw verouderd. Ze was niet bestand tegen deze kanonnen met een grotere dracht en meer trefzekerheid. De bakstenen muren boden onvoldoende bescherming en het wachtgebouw werd extra beschermd door aanaardingen. Op diverse plaatsen in het wachtgebouw zijn hierom de schietgaten gedicht en ook de natte gracht verdween. De borstwering op het dak werd verwijderd en hier kwam ook een dikke laag zand ter bescherming. Het gebouw verloor zijn functie als geschutsopstelling maar bleef in gebruik als logiesruimte en opslagplaats. Bovendien bouwde men in dat jaar een overdekte, bomvrije schuilplaats voor geschut met ondergronds kruitmagazijn en projectielenvulplaats.
In 1906 werd de bouw van een wachterswoning bij het Fort Hinderdam gegund aan A. van Slingerland te Bussum. Hij had als laagste ingeschreven en bouwde het huis voor 3838 gulden aan de Vechtoever. Tijdens de Eerste Wereldoorlog verbleven zo’n 50 militairen in het bomvrije wachthuis dat bestond uit twee legeringlokalen, een wachtlokaal en een keuken.

### Stelling van Amsterdam
In 1913 werd Fort Hinderdam onderdeel van de Stelling van Amsterdam. Op 1 september 1922 werden delen van de Stelling van Amsterdam ondergebracht bij Vesting Holland; het fort maakte deel uit van het oostfront. Omstreeks 1935 werden op het forteiland nog drie groepsschuilplaatsen van het type P gebouwd. Tijdens de mobilisatie van 1939 werden wederom soldaten gelegerd op het Fort bij Hinderdam. Zo’n 200 militairen maakten het fort en directe omgeving gereed, vooral door loopgraven aan te leggen, voor de naderende invasie van het Duitse leger. Fort Hinderdam werd opgeheven als vestingwerk bij Koninklijk Besluit van 12 februari 1954.

### Unie van Watertoeristen
Op 12 juni 1960 droeg het ministerie van Oorlog het eiland en gebouwen over aan de Stichting Het Noord-Hollands Landschap die het op zijn beurt in beheer gaf van de Unie van Watertoeristen. Op het eiland stonden bordjes verboden toegang, maar de jeugd had zich met breekijzers een toegang tot de gebouwen geregeld. De Unie nam het beheer over en maakte van het eiland geschikt voor watertoeristen, vrijwilligers van de Unie maakten een aanleg- en zwemsteiger en haalden een deel van de begroeiing weg. De gebouwen werden dichtgemetseld en verder niet gerestaureerd.

## Huidige situatie
Het fort is nu eigendom van Natuurmonumenten. Het heeft een ecologische bestemming en is daarom niet toegankelijk. Er resteren nog enkele militaire bouwwerken uit de 19e en 20e eeuw, die echter sterk zijn vervallen. De gebouwen zijn dichtgemaakt en dienen als schuilplaatsen voor vleermuizen. Het eiland en de gebouwen zijn met bomen en struiken begroeid. Van de twee lunetten is de buitendijkse, noordelijke lunet nog aanwezig en herkenbaar als een klein eiland met daaromheen een gracht. De scherpe contour van het aardwerk is echter verdwenen. De gracht om de zuidelijke lunet is geheel verdwenen, maar de contour is nog enigszins herkenbaar aan de knik in de Hinderdam weg.
Het Waterliniepad volgt hier de loop van de Vecht. Tijdens de wandeling is het fort te zien, vooral vanaf de waterbank aan de Vecht bij de boerderij Overdam, aan het begin van het Aetsveldse Pad richting Weesp.